# Lake Thompson (Southland)
Der Lake Thompson ist ein Gebirgssee im Southland District der Region Southland auf der Südinsel von Neuseeland.

## Namensherkunft
Der See wurde 1924 von H. W. Slater nach G. E. Thompson benannt, der seinerzeit eine Professur an der University of Otago innehatte.

## Geographie
Der Lake Thompson befindet sich auf einer Höhe von 777 m, rund 3,3 km südlich des Homer Tunnel, der eine Verbindung über den New Zealand State Highway 94 zum Milford Sound/Piopiotahi schafft. Der See liegt von Norden über Osten nach Süden eingebettet von bis zu 2020 m hohen Bergen und erstreckt sich über eine Länge von rund 625 m in Westsüdwest-Ostnordost-Richtung und misst an seiner breitesten Stelle rund 420 m in Nord-Süd-Richtung. Bei einem Seeumfang von rund 1,9 km umfasst die Fläche des Sees rund 20,9 Hektar.
Gespeist wird der See durch einige wenige Gebirgsbäche. An seinem südwestlichen Ende entwässert der Lake Thompson in den Neale Burn, der später in den Clinton River mündet.